# Île Ronde (Montréal)

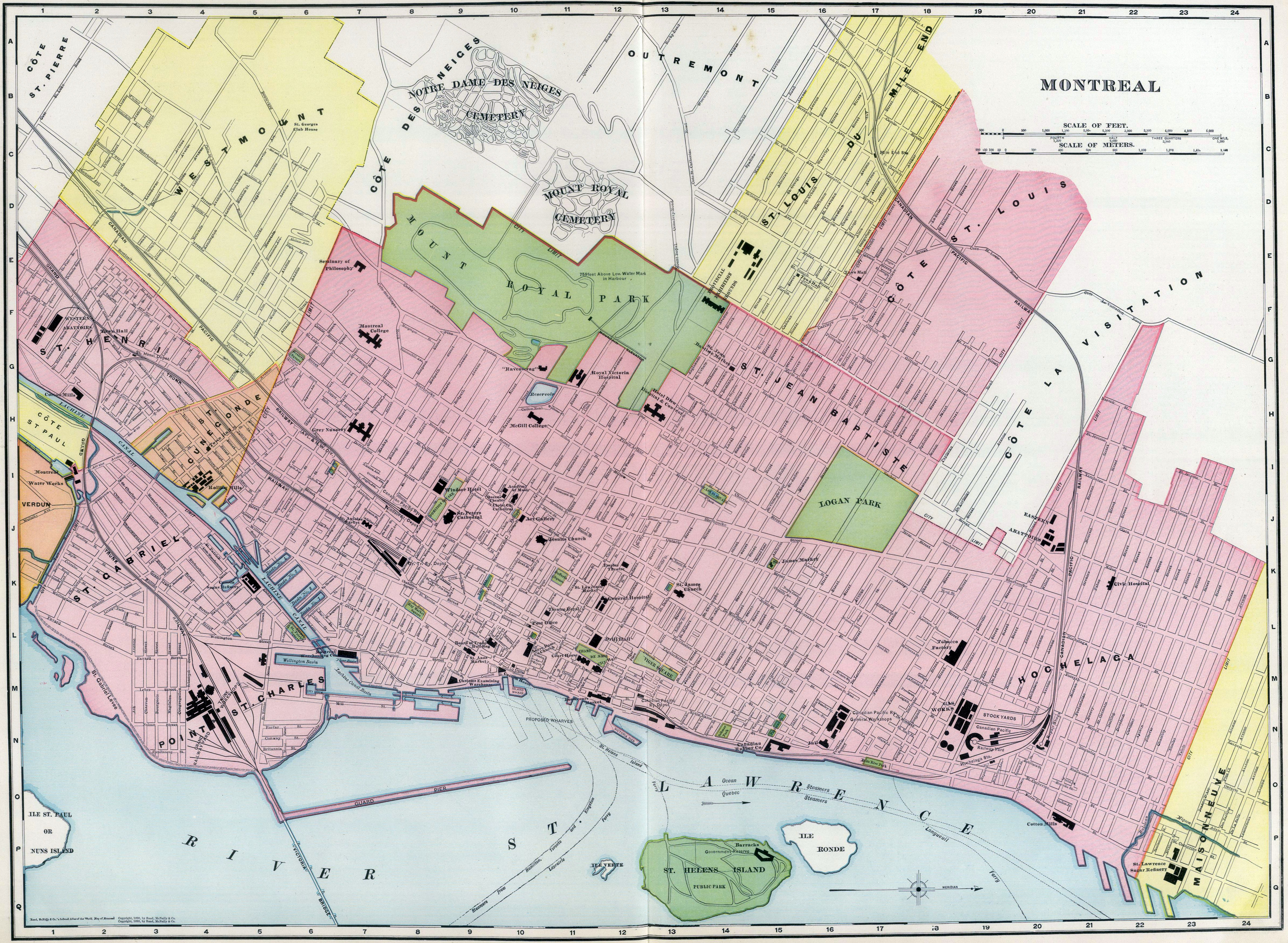
Sur cette carte de 1898, à l'est de l'île Sainte-Hélène : l'île Ronde

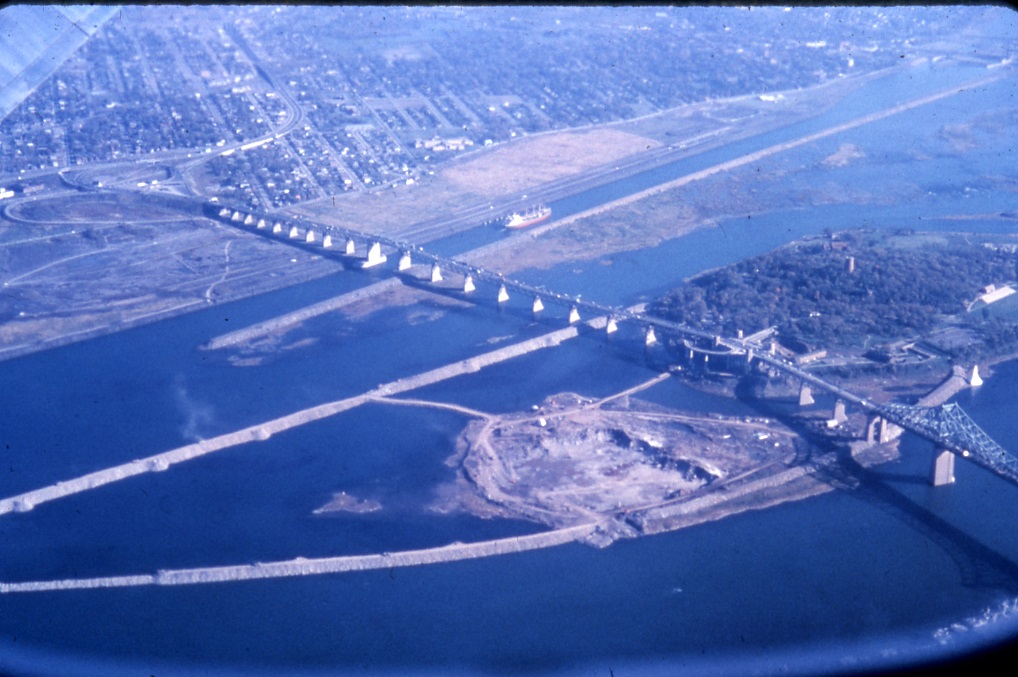
Excavation de l'île Ronde dans les années 1960 pour créer La Ronde

Pour les articles homonymes, voir Île Ronde.
Ne doit pas être confondu avec Île Ronde (Îles-Laval).
L'île Ronde était une île du fleuve Saint-Laurent au sud-est de Montréal. Cette île a été rattachée à l'île Sainte-Hélène, avec la terre excavée lors du creusage du métro de Montréal. Si l'île née de la fusion porte le nom d'île Sainte-Hélène, l'île Ronde, quant à elle, a donné son nom à La Ronde, parc d'attractions situé à son emplacement.

## Homonymes
Il y a plusieurs autres îles ayant pour nom « île Ronde » au Canada,.

## Divers
- Carte de Montréal, publiée par  John Lovell & Son, vers 1900.